# 有人宇宙飛行の一覧
有人宇宙飛行の一覧（ゆうじんうちゅうひこうのいちらん、英語: List of human spaceflights）は、有人宇宙飛行の一覧である。国際宇宙ステーションへ向かったものについては国際宇宙ステーションへの有人宇宙飛行の一覧を参照。
ここでは年代順のリストとして最低海抜高度100 kmに到達した有人の宇宙船のみを列挙し（FAIでの宇宙飛行の定義）、これを試みたものの失敗したものについては除外した。アメリカではFAIの定義とは異なった、80 km (50 mi)以上を宇宙飛行とする定義を採用した。1960年代にアメリカのX-15ロケット機は13回の飛行でアメリカ基準の宇宙飛行を達成したが、FAIの定義を満たしたものはこの中で2つしかなかった。この一覧ではFAI認定の後者のものだけを含んでいる。
2010年9月2日時点で、高度100 km以上に達した有人宇宙飛行は282回を数えている（8回の弾道有人宇宙飛行を含む）。

## 一覧
サリュートシリーズ、スカイラブ計画、ミールおよび国際宇宙ステーション (ISS) 宇宙ステーションなどからの宇宙飛行はここには記載されていない。ここでは地上から打ち上げられた有人宇宙飛行のみについて列挙する。上記それぞれの詳細についてはそれぞれのリンクを参照。
| 年       | 飛行計画名 |
| 1960年代 | 1960年代 |
| -------- | --- |
| 1961年   | ボストーク1号 - マーキュリー・レッドストーン3号 - マーキュリー・レッドストーン4号 - ボストーク2号 |
| 1962年   | マーキュリー・アトラス6号 - マーキュリー・アトラス7号 - ボストーク3号 - ボストーク4号 - マーキュリー・アトラス8号 |
| 1963年   | マーキュリー・アトラス9号 - ボストーク5号 - ボストーク6号 - X-15の90回目の飛行 - X-15の91回目の飛行 |
| 1964年   | ボスホート1号 |
| 1965年   | ボスホート2号 - ジェミニ3号 - ジェミニ4号 - ジェミニ5号 - ジェミニ7号 - ジェミニ6-A号 |
| 1966年   | ジェミニ8号 - ジェミニ9-A号 - ジェミニ10号 - ジェミニ11号 - ジェミニ12号 |
| 1967年   | ソユーズ1号 |
| 1968年   | アポロ7号 - ソユーズ3号 - アポロ8号 |
| 1969年   | ソユーズ4号 - ソユーズ5号 - アポロ9号 - アポロ10号 - アポロ11号 - ソユーズ6号 - ソユーズ7号 - ソユーズ8号 - アポロ12号 |
| 1970年代 | |
| 1970年   | アポロ13号 - ソユーズ9号 |
| 1971年   | アポロ14号 - ソユーズ10号 - ソユーズ11号 - アポロ15号 |
| 1972年   | アポロ16号 - アポロ17号 |
| 1973年   | スカイラブ2号 - スカイラブ3号 - ソユーズ12号 - スカイラブ4号 - ソユーズ13号 |
| 1974年   | ソユーズ14号 - ソユーズ15号 - ソユーズ16号 |
| 1975年   | ソユーズ17号 - ソユーズ18a号 - ソユーズ18号 - アポロ・ソユーズテスト計画 - ソユーズ19号 |
| 1976年   | ソユーズ21号 - ソユーズ22号 - ソユーズ23号 |
| 1977年   | ソユーズ24号 - ソユーズ25号 - ソユーズ26号 |
| 1978年   | ソユーズ27号 - ソユーズ28号 - ソユーズ29号 - ソユーズ30号 - ソユーズ31号 |
| 1979年   | ソユーズ32号 - ソユーズ33号 |
| 1980年代 | |
| 1980年   | ソユーズ35号 - ソユーズ36号 - ソユーズT-2 - ソユーズ37号 - ソユーズ38号 - ソユーズT-3 |
| 1981年   | ソユーズT-4 - ソユーズ39号 - STS-1 - ソユーズ40号 - STS-2 |
| 1982年   | STS-3 - ソユーズT-5 - ソユーズT-6 - STS-4 - ソユーズT-7 - STS-5 |
| 1983年   | STS-6 - ソユーズT-8 - STS-7 - ソユーズT-9 - STS-8 - ソユーズT-10-1 - STS-9 |
| 1984年   | STS-41-B - ソユーズT-10 - ソユーズT-11 - STS-41-C - ソユーズT-12 - STS-41-D - STS-41-G - STS-51-A |
| 1985年   | STS-51-C - STS-51-D - STS-51-B - ソユーズT-13 - STS-51-G - STS-51-F - STS-51-I - ソユーズT-14 - STS-51-J - STS-61-A - STS-61-B |
| 1986年   | STS-61-C - STS-51-L - ソユーズT-15 |
| 1987年   | ソユーズTM-2 - ソユーズTM-3 - ソユーズTM-4 |
| 1988年   | ソユーズTM-5 - ソユーズTM-6 - STS-26 - ソユーズTM-7 - STS-27 |
| 1989年   | STS-29 - STS-30 - STS-28 - ソユーズTM-8 - STS-34 - STS-33 |
| 1990年代 | |
| 1990年   | STS-32 - ソユーズTM-9 - STS-36 - STS-31 - ソユーズTM-10 - STS-41 - STS-38 - STS-35 - ソユーズTM-11 |
| 1991年   | STS-37 - STS-39 - ソユーズTM-12 - STS-40 - STS-43 - STS-48 - ソユーズTM-13 - STS-44 |
| 1992年   | STS-42 - ソユーズTM-14 - STS-45 - STS-49 - STS-50 - ソユーズTM-15 - STS-46 - STS-47 - STS-52 - STS-53 |
| 1993年   | STS-54 - ソユーズTM-16 - STS-56 - STS-55 - STS-57 - ソユーズTM-17 - STS-51 - STS-58 - STS-61 |
| 1994年   | ソユーズTM-18 - STS-60 - STS-62 - STS-59 - ソユーズTM-19 - STS-65 - STS-64 - STS-68 - ソユーズTM-20 - STS-66 |
| 1995年   | STS-63 - STS-67 - ソユーズTM-21 - STS-71 - STS-70 - ソユーズTM-22 - STS-69 - STS-73 - STS-74 |
| 1996年   | STS-72 - ソユーズTM-23 - STS-75 - STS-76 - STS-77 - STS-78 - ソユーズTM-24 - STS-79 - STS-80 |
| 1997年   | STS-81 - ソユーズTM-25 - STS-82 - STS-83 - STS-84 - STS-94 - ソユーズTM-26 - STS-85 - STS-86 - STS-87 |
| 1998年   | STS-89 - ソユーズTM-27 - STS-90 - STS-91 - ソユーズTM-28 - STS-95 - STS-88 |
| 1999年   | ソユーズTM-29 - STS-96 - STS-93 - STS-103 |
| 2000年代 | |
| 2000年   | STS-99 - ソユーズTM-30 - STS-101 - STS-106 - STS-92 - ソユーズTM-31 - STS-97 |
| 2001年   | STS-98 - STS-102 - STS-100 - ソユーズTM-32 - STS-104 - STS-105 - ソユーズTM-33 - STS-108 |
| 2002年   | STS-109 - STS-110 - ソユーズTM-34 - STS-111 - STS-112 - ソユーズTMA-1 - STS-113 |
| 2003年   | STS-107 - ソユーズTMA-2 - 神舟5号 - ソユーズTMA-3 |
| 2004年   | ソユーズTMA-4 - スペースシップワン飛行15P - スペースシップワン飛行16P - スペースシップワン飛行17P - ソユーズTMA-5 |
| 2005年   | ソユーズTMA-6 - STS-114 - ソユーズTMA-7 - 神舟6号 |
| 2006年   | ソユーズTMA-8 - STS-121 - STS-115 - ソユーズTMA-9 - STS-116 |
| 2007年   | ソユーズTMA-10 - STS-117 - STS-118 - ソユーズTMA-11 - STS-120 |
| 2008年   | STS-122 - STS-123 - ソユーズTMA-12 - STS-124 - 神舟7号 - ソユーズTMA-13 - STS-126 |
| 2009年   | STS-119 - ソユーズTMA-14 - STS-125 - ソユーズTMA-15 - STS-127 - STS-128 - ソユーズTMA-16 - STS-129 - ソユーズTMA-17 |
| 2010年代 | |
| 2010年   | STS-130 - ソユーズTMA-18 - STS-131 - STS-132 - ソユーズTMA-19 - ソユーズTMA-01M - ソユーズTMA-20 |
| 2011年   | STS-133 - ソユーズTMA-21 - STS-134 - ソユーズTMA-02M - STS-135 - ソユーズTMA-22 - ソユーズTMA-03M |
| 2012年   | ソユーズTMA-04M - 神舟9号 - ソユーズTMA-05M - ソユーズTMA-06M - ソユーズTMA-07M |
| 2013年   | ソユーズTMA-08M - ソユーズTMA-09M - 神舟10号 - ソユーズTMA-10M - ソユーズTMA-11M |
| 2014年   | ソユーズTMA-12M - ソユーズTMA-13M - ソユーズTMA-14M - ソユーズTMA-15M |
| 2015年   | ソユーズTMA-16M - ソユーズTMA-17M - ソユーズTMA-18M - ソユーズTMA-19M |
| 2016年   | ソユーズTMA-20M - ソユーズMS-01 - 神舟11号 - ソユーズMS-02 - ソユーズMS-03 |
| 2017年   | ソユーズMS-04 - ソユーズMS-05 - ソユーズMS-06 - ソユーズMS-07 |
| 2018年   | ソユーズMS-08 - ソユーズMS-09 - ソユーズMS-10 - ソユーズMS-11 - VSS Unity VP-03 |
| 2019年   | ソユーズMS-12 - ソユーズMS-13 - ソユーズMS-15 - VSS Unity VF-01 |
| 2020年代 | |
| 2020年   | ソユーズMS-16 - Crew Dragon Demo-2 - ソユーズMS-17 - スペースX Crew-1 |
| 2021年   | ソユーズMS-18 - スペースX Crew-2 - スペースシップツー飛行ユニティ21 - 神舟12号 - スペースシップツー飛行ユニティ22 - ニューシェパード飛行16 - インスピレーション4 - ソユーズMS-19 - ニューシェパード飛行18 - 神舟13号 - スペースX Crew-3 - ソユーズMS-20 - ニューシェパード飛行19              |
| 2022年   | ソユーズMS-21 - ニューシェパード飛行20 - Axiom Mission 1 - スペースX Crew-4 - ニューシェパード飛行21 - 神舟14号 - ニューシェパード飛行22 - ソユーズMS-22 - スペースX Crew-5 - 神舟15号 |
| 2023年   | スペースX Crew-6 - アクシオム ミッション2 - スペースシップツー飛行ユニティ25 - 神舟16号 - スペースシップツー飛行ギャラクティ1 - スペースシップツー飛行ギャラクティ2 - スペースX Crew-7 - スペースシップツー飛行ギャラクティ3 - ソユーズMS-24 - スペースシップツー飛行ギャラクティ4 - 神舟17号 |